# Jan Looms
Jan Looms was de baljuw van Vlamertinge en Elverdinge tijdens de Tachtigjarige Oorlog, in de 16e eeuw.

## Band met Filips II van Spanje
In 1562 werd de Hoeve Oud Kasteel, ook gekend als het Goed ter Vaalt of het Goed ter Meersch, in beslag genomen door Filips II van Spanje. De Hoeve ligt vandaag de dag in Deinze. De vorige eigenaar van de Hoeve was Lodewijk van Vlaanderen, de heer van Praet. De Spaanse koning onteigende hem echter vanwege de protestantse sympathieën van zijn vrouw Cathera Van Boetzelaer. Na de inbeslagname belastte Filip II Jan Looms met de verhuur van de Hoeve Oud Kasteel. In 1577 zou de koning de Hoeve weer verkopen, uit geldnood.